# 竹尾治一郎
竹尾 治一郎（たけお じいちろう、1926年12月31日 - ）は、日本の哲学者、関西大学名誉教授。分析哲学・科学哲学が専門。

## 略歴
大阪府大阪市出身。1950年京都大学文学部哲学科卒。大阪教育大学助教授、関西大学文学部教授。1997年定年、名誉教授となり、南大阪大学教授。

## 著書
- 『表現と実在』関西大学出版部 1989
- 『分析哲学の発展』法政大学出版局 1997
- 『言語と自然』関西大学出版部 1998
- 『分析哲学入門』世界思想社 1999

### 編著
- 『科学の哲学』 (現代哲学選書) 編著. 北樹出版 1979

### 翻訳
- E.J.レモン『論理学初歩』浅野楢英共訳. 世界思想社 1973
- ヒルベルト, アッケルマン『記号論理学の基礎 改訂最新版』石本新共訳. 大阪教育図書 1974
- ルドルフ・カルナップ『論理学の形式化』紀伊国屋書店 1976
- A.J.エイヤー『哲学の中心問題』 (りぶらりあ選書) 法政大学出版局 1976
- A.C.ユーイング『倫理学』山内友三郎, 芝烝共訳 法律文化社 1977
- ルドルフ・カルナップ『カルナップ哲学論集』内田種臣、内井惣七、永井成男共訳　紀伊國屋書店、1977年
- W.シュテークミュラー『現代哲学の主潮流』2、3，5 (りぶらりあ選書) 法政大学出版局 1981-1995
- バートランド・ラッセル『心の分析』 (双書プロブレーマタ） 勁草書房 1993

## 論文
- <竹尾治一郎